# Sacré Cœur
El Sacré-Cœur és una basílica a dalt del turó de Montmartre (París, França). La primera pedra del temple, dedicat al Sagrat Cor de Jesús (Sacré Cœur de Jésus) es col·locà el 1875 i, encara que es completà el 1914, no es consagrà fins a la fi de la Primera Guerra Mundial, el 1919.
Fou concebut com a monument públic per retre homenatge a la memòria dels francesos que havien perdut la vida durant la Guerra francoprussiana i per a expiar els pecats comesos per la Comuna de París. Segons l'empresari Alexandre Legentil, un dels grans promotors de l'obra, era menester eregir una església a París «per a reparar les faltes de la nació, culpable d'alunyar-se de l'Església des de l'edat mitjana».
Els socialistes hi veuen més aviat un «insult al París revolucionari»., els lliurepensadors protesten «en nom de la ciència, la raó, la veritat i la moral […] contra la inauguració d'un monument al cim de Montmartre, com un endret monstruós des d'on s'envolaran les aus rapinyaires del fanatisme religiós».
Es va organitzar un concurs d'arquitectura. S'hi van presentar setanta-vuit projectes i l'arquitecte Paul Abadie el va guanyar.
L'església fou construïda amb la participació del govern de la Tercera República, per a celebrar així l'inici d'un nou règim.
La basílica té forma de creu grega, adornada amb quatre cúpules. Una llanterna, formada per una columnata corona la cúpla central de 80 m d'altura. A l'absis, una gran torre quadrada fa la funció de campanar que guarda, entre d'altres, la Savoyarde, una campana de tres metres de diàmetre que pesa més de 26 toes, oferta per la diòcesi de Chambéry. La cripta té la mateixa disposició que l'església.
L'arquitectura de la basílica s'inspira en l'arquitectura romana i romana d'Orient i influí en altres edificis religiosos del segle xx, com la Basílica de Sainte-Thérèse de Lisieux, el Sacro Cuore di Gesù a Roma i el Temple Expiatori del Sagrat Cor a Barcelona.
Encara que molt controvertit, des de l'origen fins avui, és un dels monuments més visitats de París. El 2022, després de moltes tergiversacions, la basílica que sempre va dividir els parisencs, va ser declarat «monument històric», la categoria amb màxima protecció a França.
És possible accedir a la basílica prenent el funicular de Montmartre.